# Pipistrellus stenopterus
Pipistrellus stenopterus (нетопир вузькокрилий) — вид рукокрилих ссавців роду нетопирів. Етимологія: дав.-гр. στενός — «вузький», πτερόν — «крило».

## Середовище проживання
Країни проживання: Індонезія (Калімантан, Суматра), Малайзія (Сабах, Саравак), Філіппіни, Таїланд. Його ловили в сіті під час полювання над струмками та полями. Мешкає на рівнинах, приблизно від 100 м над рівнем моря і до 1200 м над рівнем моря. Цей вид товариський і лаштує сідала в дуплах дерев і в насадженнях, на дахах у сільських районах, іноді перебуває разом з Scotophilus kuhlii. 

## Загрози та охорона
Серйозних загроз для цього виду немає. Цей вид зустрічається в багатьох охоронних районах по всьому ареалу.